# Писарев, Кирилл Валерьевич
Кири́лл Вале́рьевич Пи́сарев (род. 16 июня 1969, Москва, РСФСР, СССР) — российский предприниматель, экономист и инвестор. 
Один из первых профессиональных девелоперов в России, известен как основатель крупнейшей строительной корпорации «ПИК». В 2011 году стал участником списка Forbes «200 самых богатых российских бизнесменов». К концу 2022 года вышел из всех российских активов.

## Биография

### Общие сведения
Кирилл Валерьевич Писарев родился 16 июня 1969 года в Москве. С 1987 по 1989 год служил в Советской армии. В 1995 году окончил Финансовый университет при Правительстве Российской Федерации по специальности «Финансы и кредит». 

### Предпринимательская деятельность

#### Группа «ПИК»
В 1994 году вместе с партнером Юрием Жуковым основал «Первую Ипотечную Компанию» (Группа Компаний ПИК). К 2007 году ПИК стала одной из крупнейших российских девелоперских компаний, возводившей более 1 миллиона квадратных метров жилья в год.
1 июня 2007 года компания «ПИК» провела крупнейшее на тот момент в Европе и в мире (non-REIT) IPO в области недвижимости, разместив на Лондонской и российских (РТС, ММВБ) фондовых биржах 15.64% акций на сумму $1.93 млрд, достигнув при этом рыночной капитализации в $12,3 млрд. За время своего существования Группа построила больше 13 млн. м² жилья. С 1994 по 2009 год Кирилл Писарев занимал пост Президента Группы Компаний ПИК. С июля 2009 по сентябрь 2011 года — председатель совета директоров компании.

#### Wainbridge
В 2008 году в Лондоне Кирилл Писарев основал международную девелоперскую компанию Wainbridge, где на текущий момент является основным акционером и председателем правления. Wainbridge оказывает полный комплекс услуг в сфере девелопмента, управления инвестициями и активами в США, Великобритании, России, Франции. Проекты компании расположены по всему миру, включая Париж, Лондон, Нью-Йорк, Лазурный берег, Москву и Владивосток. Всего в портфеле Wainbridge более 30 проектов. Преимущественно это жилая, коммерческая и смешанная недвижимость сегмента премиум, а также бутиковые виллы и отели класса hi-end. Сегодня Wainbridge насчитывает 5 международных офисов и постоянно развивает географию своего присутствия.
В сентябре 2022 года российское подразделение Wainbridge было передано топ-менеджменту управляющей компании - в связи с намерением Писарева полностью выйти из всех российских бизнесов.

#### Protelux
В 2018 году Кирилл Писарев совместно со своим давним партнером Михаилом Сердцевым, бывшим совладельцем Абсолют Банка и одним из соинвесторов Wainbridge, основали компанию Protelux, которая производит биопротеины для животных. Компания приобрела эксклюзивную лицензию у датской Unibio на использование в России технологии переработки природного газа бактериями. Сегодня один завод находится на границе с Эстонией, в пригороде Ивангорода. 

### Инвестиционные проекты
В настоящий момент Кирилл Писарев также является инвестором в фондах Wainbridge Global Opportunities, Wainbridge Special Situations. 
Он является членом инвестиционного консультативного комитета Wainbridge Limited  – компании, занимающейся управлением активами в недвижимости. 
Также его текущие деловые интересы включают компанию The Collection, которая специализируется на управлении премиальной недвижимостью

## Семья
Женат, четверо детей.